# Acción Gay
Acción Gay (estilizado como Acciongay, oficialmente Corporación Chilena de Prevención del Sida)  es una organización chilena de defensa de los derechos LGBT.

## Historia

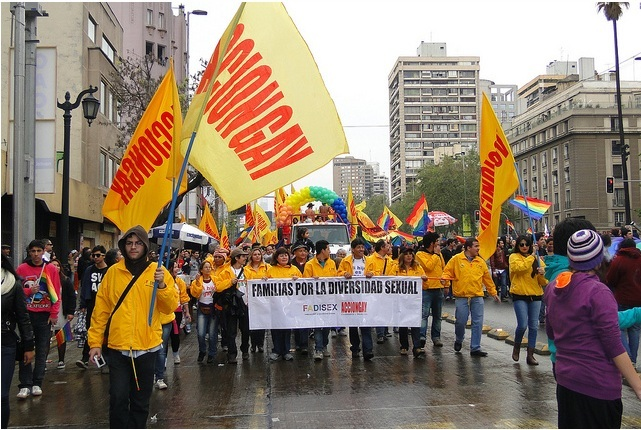
Activistas de Acción Gay en la marcha por la diversidad sexual de Santiago en 2012.

La agrupación fue fundada el 28 de julio de 1987 por un grupo de personas que buscaba generar conciencia sobre el VIH y el sida como respuesta a las informaciones sensacionalistas y homófobas publicadas en la prensa de la época, además de la nula respuesta al tema por parte de las autoridades de la dictadura militar; entre sus fundadores se encontraban Gustavo Hermosilla y Marcos Becerra. Su nombre inicialmente fue «Corporación Chilena contra el Sida» (CCCS), derivando posteriormente en «Corporación Chilena de Prevención del Sida» (CChPS). Su primera sede, inaugurada en 1988, estuvo ubicada en Porvenir 464, en la comuna de Santiago, trasladándose posteriormente a General Jofré 179. La organización obtuvo la personalidad jurídica mediante decreto del Ministerio de Justicia del 7 de marzo de 1991.
La agrupación formó parte del encuentro denominado Reflexión Lésbico-Homosexual de América del Sur, realizado del 24 al 28 de noviembre de 1992 en la localidad chilena de Nos (San Bernardo) y que fue la primera reunión de agrupaciones LGBT de Sudamérica.
Desde 1999 la organización ha realizado campañas de prevención junto al Ministerio de Salud en las playas de la Región de Valparaíso durante la temporada de vacaciones de verano; dicha actividad ha adquirido notoriedad debido a la presencia de «Condonito», disfraz corpóreo que representa un condón; ese mismo año fue creada la sede de la agrupación en Valparaíso, siendo la primera instalada fuera de la capital chilena.
El 28 de junio de 2003 la agrupación fue una de los fundadoras de la Coordinadora GLTTB, grupo de organizaciones que buscaba enfrentar en conjunto la discriminación hacia la diversidad sexual. Las otras agrupaciones fundadoras fueron Sindicato Afrodita, Movimiento Unificado de Minorías Sexuales, Cegal, Grupo La Pintana, Colectivo Lésbico Universitario, Brigada Divine, Comité de Izquierda por la Diversidad Sexual, Movimiento Patria Gay, Agrugal, Domos, Afirmación Chile, Traves Chile, Agrupación Juvenil Chicos Así y Agrupación por la Diversidad Sexual de San Bernardo. En 2000 la corporación adoptó el nombre de «Sidacción», el cual en 2007 fue reemplazado por «Acción Gay» (comúnmente estilizado como «ACCIONGAY») como parte de una estrategia de posicionamiento público y ser una marca de más fácil pronunciación.

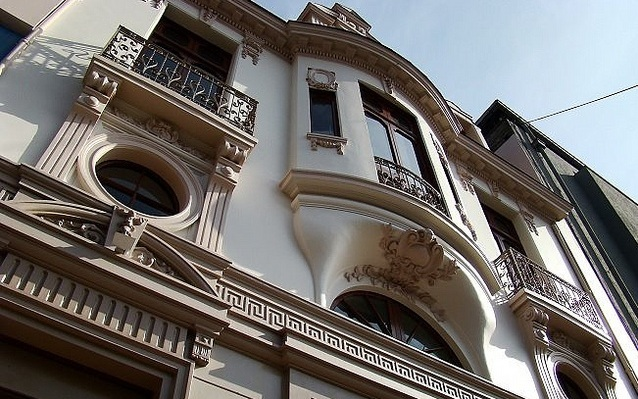
Sede de Acción Gay desde 2009.

En agosto de 2007 Acciongay inauguró en su sede la primera biblioteca del país dedicada principalmente a contenidos LGBT, organizada a partir de su Centro de Documentación y adquisiciones de publicaciones en el extranjero por parte de sus integrantes.
Hasta 2009 su sede se encontraba en Toesca 2315. El 12 de junio de ese mismo año se trasladaron a sus nuevas dependencias en San Ignacio 165, en una casona construida en 1913 por Manuel Cifuentes y que se encuentra protegida al estar dentro de la Zona Típica denominada «Barrio Dieciocho», declarada en 1983. La casona fue restaurada con recursos propios de la agrupación desde 2008.
En mayo de 2013 fue uno de las organizaciones fundadoras del Frente de la Diversidad Sexual, junto con el Movimiento por la Diversidad Sexual, Todo Mejora, Fundación Iguales, Organización de Transexuales por la Dignidad de la Diversidad y Valdiversa, sumándose posteriormente Rompiendo el Silencio, Fundación Daniel Zamudio, Red de Psicólogos de la Diversidad Sexual, Somos Coquimbo y Mogaleth.